# Госёноура
Госёура или Госёноура (яп. 御所浦島 госё:ура, «залив императорской резиденции») — остров на юге Японии, в архипелаге Амакуса, расположенный в префектуре Кумамото. Его площадь составляет 12,4 (12,36) км². Население — 1539 человек (2020).
Высочайшая точка — гора Карасугатоге (яп. 烏ヶ峠, 442,4 м).
Длина береговой линии составляет 25,7 км.
На Госёуре выращивают микан. В его водах разводят пагра и бурого скалозуба (фугу).
Остров лежит на юго-западе префектуры, территориально относится к городу Амакуса. С большой земли на Госёуру можно попасть лишь на корабле, но на северо-западе он связан мостом с небольшим островом Макисима (через пролив Накасето (яп. 中瀬戸)), а на севере — с островком Маэдзима (яп. 前島). Существуют проекты моста между Госёурой и островом Камисима.
По легенде, название острова связано с императором Кэйко, который остановился там во время путешествия по Кюсю. На острове найдены окаменелости динозавров мелового периода и аммониты, им посвящён музей мелового периода «Остров динозавров».